# فرنی (داکوتای جنوبی)
فرنی(به انگلیسی: Ferney) شهری در ایالت داکوتای جنوبی کشور ایالات متحده آمریکا است که جمعیت آن در سرشماری سال ۲۰۱۰ میلادی، ۴۳ نفر بوده‌است.